# Francis Gailey
Francis Gailey (n. 21 ianuarie 1882, Brisbane, Queensland, Australia – d. 10 iulie 1972, Garden Grove, California, SUA) a fost un înotător ce a reprezentat Statele Unite ale Americii, medaliat olimpic. A participat la o ediție a Jocurilor Olimpice (1904) în care a câștigat 4 medalii de argint și o medalie de bronz.